# Tigua (Ecuador)
Tigua è una comunità nativa delle Ande dell'Ecuador, appartenente al gruppo indigeno più numeroso dell'America meridionale attuale, i Quechua, sparsa nelle immediate vicinanze del lago formatosi nel cratere del vulcano Quilotoa (3914 m), circa 150 km a sud ovest di Quito, la capitale dell'Ecuador.